# اسلام‌آباد (هفتگل)
اسلام‌آباد یک روستا در ایران است که در دهستان گزین واقع شده‌است. اسلام‌آباد ۹۴ نفر جمعیت دارد.